# Bracon capillicaudis
Bracon capillicaudis är en stekelart som beskrevs av Szepligeti 1914. Bracon capillicaudis ingår i släktet Bracon och familjen bracksteklar. Inga underarter finns listade.